# Lijst van nummer 1-hits in Oostenrijk in 2016
Deze hits stonden in 2016 op nummer 1 in de Ö3 Austria Top 40, de bekendste hitlijst in Oostenrijk.
| Datum        | Artiest                              | Titel                                   |
| ------------ | ------------------------------------ | --------------------------------------- |
| 1 januari    | Geen Top 75 verschenen               | Geen Top 75 verschenen                  |
| 8 januari    | Seiler und Speer                     | Ham kummst                              |
| 15 januari   | Lukas Graham                         | 7 Years                                 |
| 22 januari   | Lukas Graham                         | 7 Years                                 |
| 29 januari   | Lukas Graham                         | 7 Years                                 |
| 5 februari   | Alan Walker                          | Faded                                   |
| 12 februari  | Alan Walker                          | Faded                                   |
| 19 februari  | Alan Walker                          | Faded                                   |
| 26 februari  | Alan Walker                          | Faded                                   |
| 4 maart      | Alan Walker                          | Faded                                   |
| 11 maart     | Alan Walker                          | Faded                                   |
| 18 maart     | Alan Walker                          | Faded                                   |
| 25 maart     | Alan Walker                          | Faded                                   |
| 1 april      | Alan Walker                          | Faded                                   |
| 8 april      | Alan Walker                          | Faded                                   |
| 15 april     | Alan Walker                          | Faded                                   |
| 22 april     | Alan Walker                          | Faded                                   |
| 29 april     | Sia                                  | Cheap Thrills                           |
| 6 mei        | Sia                                  | Cheap Thrills                           |
| 13 mei       | Sia                                  | Cheap Thrills                           |
| 20 mei       | Sia                                  | Cheap Thrills                           |
| 27 mei       | Disturbed                            | The Sound of Silence                    |
| 3 juni       | Disturbed                            | The Sound of Silence                    |
| 10 juni      | Disturbed                            | The Sound of Silence                    |
| 17 juni      | Disturbed                            | The Sound of Silence                    |
| 24 juni      | Disturbed                            | The Sound of Silence                    |
| 1 juli       | Disturbed                            | The Sound of Silence                    |
| 8 juli       | Disturbed                            | The Sound of Silence                    |
| 15 juli      | Imany                                | Don't Be So Shy (Filatov & Karas Remix) |
| 22 juli      | Imany                                | Don't Be So Shy (Filatov & Karas Remix) |
| 29 juli      | Imany                                | Don't Be So Shy (Filatov & Karas Remix) |
| 5 augustus   | Imany                                | Don't Be So Shy (Filatov & Karas Remix) |
| 12 augustus  | Imany                                | Don't Be So Shy (Filatov & Karas Remix) |
| 19 augustus  | Imany                                | Don't Be So Shy (Filatov & Karas Remix) |
| 26 augustus  | Imany                                | Don't Be So Shy (Filatov & Karas Remix) |
| 2 september  | Major Lazer, Justin Bieber & MØ      | Cold Water                              |
| 9 september  | Imany                                | Don't Be So Shy (Filatov & Karas Remix) |
| 16 september | Sportfreunde Stiller                 | Das Geschenk                            |
| 23 september | Pizzera & Jaus                       | Jedermann                               |
| 30 september | Pizzera & Jaus                       | Jedermann                               |
| 7 oktober    | Rag'n'Bone Man                       | Human                                   |
| 14 oktober   | Rag'n'Bone Man                       | Human                                   |
| 21 oktober   | Rag'n'Bone Man                       | Human                                   |
| 28 oktober   | Rag'n'Bone Man                       | Human                                   |
| 4 november   | Rag'n'Bone Man                       | Human                                   |
| 11 november  | Rag'n'Bone Man                       | Human                                   |
| 18 november  | Rag'n'Bone Man                       | Human                                   |
| 25 november  | Rag'n'Bone Man                       | Human                                   |
| 2 december   | Clean Bandit, Sean Paul & Anne-Marie | Rockabye                                |
| 9 december   | Clean Bandit, Sean Paul & Anne-Marie | Rockabye                                |
| 16 december  | Clean Bandit, Sean Paul & Anne-Marie | Rockabye                                |
| 23 december  | Clean Bandit, Sean Paul & Anne-Marie | Rockabye                                |
| 30 december  | Geen Top 75 verschenen               | Geen Top 75 verschenen                  |